# 구속영장실질심사제
구속영장실질심사제(拘束令狀實質審査制)란, 구속영장이 청구된 모든 피의자는 원칙적으로 법관 앞에서 변호인의 도움을 받아 자유롭게 신문을 받은 뒤 구속 여부를 결정하는 절차를 말하는 것으로 대한민국에서는 1997년 1월 이 제도가 도입되었다. 구속전 피의자심문제라고도 한다

## 같이 보기
- 구속적부심사